# Tom Davis (Îles Cook)
Pour les articles homonymes, voir Tom Davis et Davis.
Sir Thomas Davis (né le 11 juin 1917 sur l'île de Rarotonga - mort le 22 juillet 2007), connu aussi sous le nom de Pa Tu Te rangi Ariki, était un homme politique des Îles Cook qui fut Premier ministre du 25 juillet 1978 au 13 avril 1983 puis une seconde fois du 16 novembre 1983 au 29 juillet 1987.

## Biographie
Thomas Davis est né le 11 juin 1917 sur l'île de Rarotonga. Alors qu'il est encore enfant, ses parents divorcent. Sa mère Maryanne, une ngati Anautoa, une des quatre lignées de Rangatira du tapere de Ruatonga, se remarie avec Raitia Tepuretu, un vétéran de la première guerre mondiale qui fut l'informateur privilégié de l'anthropologue maori Peter Buck (Te Rangi Hiroa), lors de son séjour aux îles Cook dans les années 1920. Le jeune Davis passe sa jeunesse entre Ruatonga et Tupapa dont son beau-père, est le mataiapo.
À l'âge de 12 ans, il part en Nouvelle-Zélande faire ses études au King's College d'Auckland. En 1940, il épouse Lydia Henderson avec qui il aura trois enfants. Il poursuit ses études à l'Université d'Otago où il obtient en 1945, son diplôme de médecine. Entre 1945 et 1949, il retourne aux îles Cook où il exerce en tant que médecin. En 1949, il décide de reprendre ses études en Australie (diplômes de médecine tropicale, 1950) et aux États-Unis (Master de Santé Publique, 1952). Il devient membre du Centre de Recherche en médecine de l'Université d'Harvard travaillant au sein de l'US Army puis à la NASA, participant en tant qu'ingénieur physiologiste aux programmes Mercury et Apollo
En 1971, il retourne à Rarotonga pour se lancer en politique. Il y fonde à la demande de Makea Nui Tapumanoanoa Teremoana Ariki, Ariki en titre de la tribu de Teauotonga, le Democratic Party, premier parti d'opposition au Cook Islands Party d'Albert Royle Henry au pouvoir depuis 1965.
Dès l'année suivante aux élections générales de 1972, il est élu sur la circonscription de Teauotonga, le CIP reste néanmoins majoritaire. Il conserve son siège en 1974 mais le "Demo" reste minoritaire. Les élections de 1978 confirment celles de 1974, mais la Haute Cour d'Avarua invalide quelques semaines plus tard 9 des sièges du CIP à la suite de l'affaire des « électeurs volants » (fly-in voters). Cette décision de justice permet au Democratic Party d'obtenir la majorité et Tom Davis d'être nommé Premier ministre.
En 1979, il épouse en secondes noces, l'Ariki de Takitumu, Pa Tepaeru Terito Ariki. Il aura avec cette dernière des relations parfois orageuses. Ainsi en mars 1986, elle s'opposera publiquement à son premier ministre de mari, à propos de la construction d'un hôtel à Muri sur les terres de la tribu, projet que soutenait Tom Davis.
En dehors d'un intermède de quelques mois en 1983, Tom Davis réussit à se maintenir au pouvoir jusqu'au 29 juillet 1987, date à laquelle son gouvernement est renversé principalement en raison de son autoritarisme et l'impopularité de sa politique économique de réduction des dépenses publiques.
Après sa défaite aux élections de mars 1994 face à Rei Jack Davis se retire de la vie politique.  Il se consacre dans les années qui suivent à la construction de deux pirogues traditionnelles (vaka), Te au o Tonga et Takitumu avec lesquelles il parcourt le Pacifique (îles de la Société, Samoa…). Il est par la suite nommé Haut Commissaire des îles Cook à Wellington. En 2000, il se remarie une troisième fois avec Carla Cassata, Pa Terito étant décédée en février 1990. Il retourne vivre à Rarotonga en 2006. Il s'y éteint le 22 juillet 2007 à l'âge de 90 ans.
En 1981, il est fait Chevalier commandeur de l'Ordre de l'Empire britannique (KBE). Il est le compositeur de l'hymne des îles Cook.

### Vidéos
- Entretien avec Tom Davis lors de son passage à Raiatea en 1993 sur le site de l'ICA (format flv)
- Sir Tom Davis Obituary (Tagata Pasifika du 26 juillet 2007, émission du New Zealand TV)
- Entretien avec Pa Tepaeru Marie Ariki à propos de Tom Davis (Tangata Pasifika du 26 juillet 2007, émission du New Zealand TV)
- Tagata Pasifika: Community Reaction to Sir Tom Davis's death